# Microlinyphia cylindriformis
Microlinyphia cylindriformis là một loài nhện trong họ Linyphiidae.
Loài này thuộc chi Microlinyphia. Microlinyphia cylindriformis được Rudy Jocqué miêu tả năm 1985.